# Nilphamari (district)
Nilphamari est un district du Bangladesh. Il est situé dans la division de Rangpur. La ville principale est Nilphamari.